# Миноносцы типа D-7
Дивизионные миноносцы типа D-7 — тип дивизионных миноносцев германского императорского флота, строившийся в 1890—1891 годах и состоявший на службе вплоть до Первой мировой войны. Всего было построено 2 миноносца этого типа. В 1914 году миноносцы были переоборудованы в корабли береговой обороны.

## Конструкция
Корпуса миноносцев строились из немецкой стали и разделялись десятью непроницаемыми переборками, доходящими до верхней палубы, на 11 отсеков. Фор- и ахтерштевни стальные, откованные из одного куска, первый идет от верхней палубы до 104-го, а второй — до 16-го шпангоутов.
Наружная обшивка корпуса — стальная. Её толщина посередине корпуса судна в верхнем поясе равнялась 0,75 см, к носу и корме уменьшалась до 0,4 см. Палубная обшивка была стальной.

Рулей два, у ахтер и фор-штевней, оба балансирные откованы из одного куска стали. Передний руль помещен в водонепроницаемом колодце и при помощи особого приспособления очень удобно может быть с палубы опускаем и поднимаем. Штур-тросы проволочные, действуют рули или помощью парового привода, поставленного в передней башне, или ручным штурвалом в задней башне; оба руля могут
действовать одновременно или порознь. На верхней палубе поставлены две элептические башни. В передней башне сделаны две водонепроницаемые двери, устроенные таким образом, что через них можно вводить мины в назначенное для них помещение. Обе башни служат входными рубками, носовая — в жилое помещение команды, а кормовая — в офицерское и местом для рулевых, для чего в стенках башни прорезано соответствующее число иллюминаторов. Крышки башен легко поднимаются и опускаются при помощи особых винтов.
Водоотливные средства миноносца состоят из эжекторов, поставленных по одному: в носовом отделении команды, в офицерском помещении и провизионном погребе. Каждый из них способен выкачивать 430 фут воды. Находящаяся паровая и центробежная помпа в машинном отделении,
приспособлены также выкачивать воду из трюма. В непроницаемых переборках носовой, кормовой и между машинным отделениям и каютами имеются большие клинкеты, действующие с верхней палубы. Кроме паровых средств, имеются ещё на каждом миноносце два брандтспойта.

## Энергетическая установка
На кораблях типа в качестве ГЭУ были установлены одна трёхцилиндровая паровая машина (тройного расширения) мощностью 3600 л. с. и 2 локомотивных котла с давлением 13 атмосфер. Максимальные запасы топлива на миноносцах составляли 105 тонн.

## Вооружение
Миноносцы вооружались 6х5 37-мм орудиями Гочкиса. В 1893 году револьверные орудия системы Гочкиса были заменены 3 50-мм орудиями. Торпедное вооружение эсминцев состояло из 3х1 450-мм торпедных аппаратов.